# Geneviève Winding
Geneviève Winding (* 27. November 1927 in Paris; † 15. April 2008 in Suresnes, Hauts-de-Seine; eigentlich Geneviève Henriette Mauricette Laigret) war eine französische Filmeditorin.

## Leben
Nach der Befreiung Frankreichs von deutschen Truppen engagierte sich Geneviève Winding im Rahmen des Marshallplans für den Wiederaufbau Europas. Für Marcel Camus’ Filmdrama Orfeu Negro (1959) war sie als Schnittassistentin erstmals im Filmgeschäft tätig. Ab 1961 kam sie regelmäßig als Editorin zum Einsatz. Bei der ersten César-Verleihung im Jahr 1976 konnte Winding den französischen Filmpreis in der Kategorie Bester Schnitt für Jacques Rouffios Filmdrama Quartett Bestial gewinnen. Mit Rouffio arbeitete sie anschließend auch für die Filmkomödie Violette und François (1977) und den Kriminalfilm Zucker, Zucker! (1978) zusammen. Für Lautlose Angst ('1978) mit Michel Piccoli, Die Bankiersfrau (1980) mit Romy Schneider, Souvenirs, Souvenirs (1984) mit Philippe Noiret und Indochine (1992) mit Catherine Deneuve erhielt Winding vier weitere Nominierungen für den César. Im Jahr 1996 zog sie sich aus dem Filmgeschäft zurück.
Winding war mit dem Kameramann Andréas Winding bis zu dessen Tod im Jahr 1977 verheiratet. Der gemeinsame Sohn Romain Winding (1951–2023) wurde ebenfalls Kameramann. Geneviève Winding starb 2008 im Alter von 80 Jahren in Suresnes, unweit ihrer Heimatstadt Paris.

## Filmografie (Auswahl)
- 1961: Amélie ou Le temps d’aimer
- 1965: Der Augenblick des Friedens (Les rideaux blancs)
- 1966: Für eine Handvoll Diamanten (Safari diamants)
- 1968: 24 Stunden aus dem Leben einer Frau (Vingt-quatre heures de la vie d’une femme)
- 1971: Aussi loin que l’amour
- 1975: Quartett Bestial (7 morts sur ordonnance)
- 1977: Violette und François (Violette & François)
- 1978: Lautlose Angst (L’état sauvage)
- 1978: Zucker, Zucker! (Le sucre)
- 1980: Die Bankiersfrau (La banquière)
- 1982: Damenwahl – Männerjagd (Le quart d’heure américain)
- 1984: Le bon plaisir – Eine politische Liebesaffäre (Le bon plaisir)
- 1984: Souvenirs, Souvenirs (Souvenirs, souvenirs)
- 1985: Die Verschwörung (Spécial police)
- 1986: Abstieg zur Hölle (Descente aux enfers)
- 1988: Der schwarze Milan (Milan noir)
- 1989: Das Schloß gehört mir (Je suis le seigneur du château)
- 1992: Indochine
- 1993: Tango Mortale (Tango)
- 1995: Eine französische Frau

## Auszeichnungen
- 1976: César in der Kategorie Bester Schnitt für Quartett Bestial
- 1979: Nominierung für den César in der Kategorie Bester Schnitt für Lautlose Angst
- 1981: Nominierung für den César in der Kategorie Bester Schnitt für Die Bankiersfrau
- 1985: Nominierung für den César in der Kategorie Bester Schnitt für Souvenirs, Souvenirs
- 1993: Nominierung für den César in der Kategorie Bester Schnitt für Indochine